# 罗伯·利菲尔德

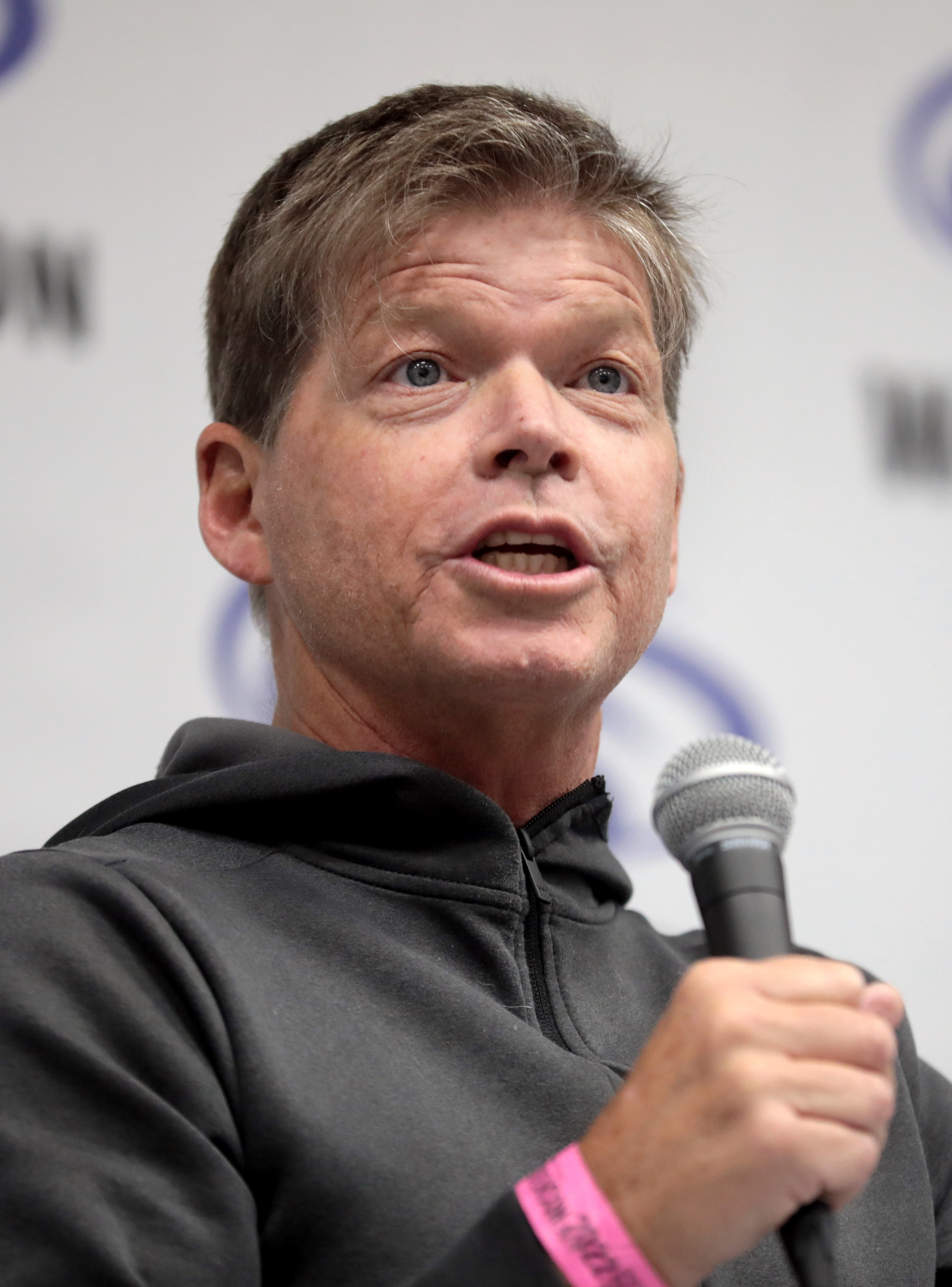
罗伯·利菲尔德

罗伯·利菲尔德（1967年10月3日—）是一位美国漫画家，曾與他人共同創作出機堡以及死侍。 1992年，他和其他几位漫威漫畫插画家离开漫威，一起创立了映像漫画公司。
由於不滿自己和和家人并未被邀请参加《死侍与金刚狼》的庆功宴，2025年2月，罗伯·利菲尔德表示要與漫威斷絕合作。